# جامع الشيخ أبو الوفا
جامع الشيخ أبو الوفا (بالتركية: Şeyh Ebul Vefa Camii)‏، يقع في منطقة "وفا" (بالتركية: Vefa)‏ بحيّ الفاتح بإسطنبول بناه السلطان محمد الفاتح باسم مصلح الدين مصطفى أفندي، على اسم شيخه ومعلمه: الشيخ مُصلح الدين بن مصطفى أبو الوفا المتوفي عام 1491م.
```
يقع قبر الشيخ أبو الوفا في جنوب المسجد، بجوار بوابة شارع الوفاء، ويُفهم من النقش الموجود عليه أنه تم بناء القبر في عام 896ه/1491م.
[
1
]
 هُدم الجامع وأُعيد بنائه في أوائل 
القرن العشرين
. 
[
2
]
```

## بناءه
بُني الجامع في عهد الدولة العثمانية بأمر من السلطان محمد الفاتح، على اسم شيخه ومربيه: الشيخ أبو الوفا.
على الرغم من أن التاريخ الدقيق لبنائه غير معروف، فمن المقدر أنه كان في عام 1476م.
وفي الفترة ما بين عامي 1481م و1490م، أضيفت بعض الغرف مثل المدرسة والمطبخ والمكتبة إلى جوار المسجد في وسط المجمع، مما جعله مجمعاً كبيراً. بعد وفاة الشيخ وفا في عام 1491م، تم بناء قبر له بجانب المسجد، وتم فيما بعد تشكيل مقبرة حوله.
بين عامي 1481م و1490م، قام السلطان بايزيد الثاني ببناء مدرسة وغرف للدراويش ومطبخ شعبي ومكتبة بجوار مسجد الشيخ أبي الوفا، مما جعله مجمعًا اجتماعيًا. وبعد وفاة الشيخ عام 1490م، تم بناء ضريح فوق قبره.
خضع الجامع لعملية ترميم كبرى في عام 1171 هـ/ 1757م،  ثم احترقت المدرسة وغرف الدراويش عام 1782م، وقام السلطان عبد الحميد الأول بإصلاح الأقسام المحروقة في عام 1785م. تعرض المجمع لأضرار بالغة بسبب الحريق الذي شب عام 1909م وأصبح المسجد في حالة متهالكة للغاية، فتم هدمه في عام 1912 لإعادة بنائه.

## المجمع
تذكر المصادر وجود نافورة في مجمع شيخ الوفاء، ولكن لا توجد معلومات حول بنية النافورة. وقد ورد ذكر وجود حمام مزدوج في ميثاق مؤسسة الفاتح. ولكن لم يبقَ أي أثر لهذا البناء حتى يومنا هذا، ولا تتوفر معلومات كافية في المصادر. 
تحيط المقبرة التي نشأت حول القبر بالمسجد في ثلاثة اتجاهات إلى الجنوب من المجمع. وقد تم التعرف على ما يقارب 470 قبراً في المقبرة.
ومن بين الأبنية الموجودة في المقبرة قبر لالا باشا.
للجامع مئذنة واحدة وشرفة على المئذنة واحدة، وقبتّه مغطاة بالرصاص، ومازال مفتوحا للصلاة فيه.

## أهميته
على الرغم من أن مجمع الشيخ أبو الوفا هو مجمع نظامي ديني، إلا أن وجود عناصر مثل الحمام المزدوج والمدرسة والمكتبة التي لا ترتبط بشكل مباشر بأنشطة النظام الديني يميزه عن الهياكل النظامية الدينية الأخرى. ويعد المبنى مهمًا بشكل خاص لأنه يوضح العلاقة بين النزل والمدرسة.

## معرض الصور

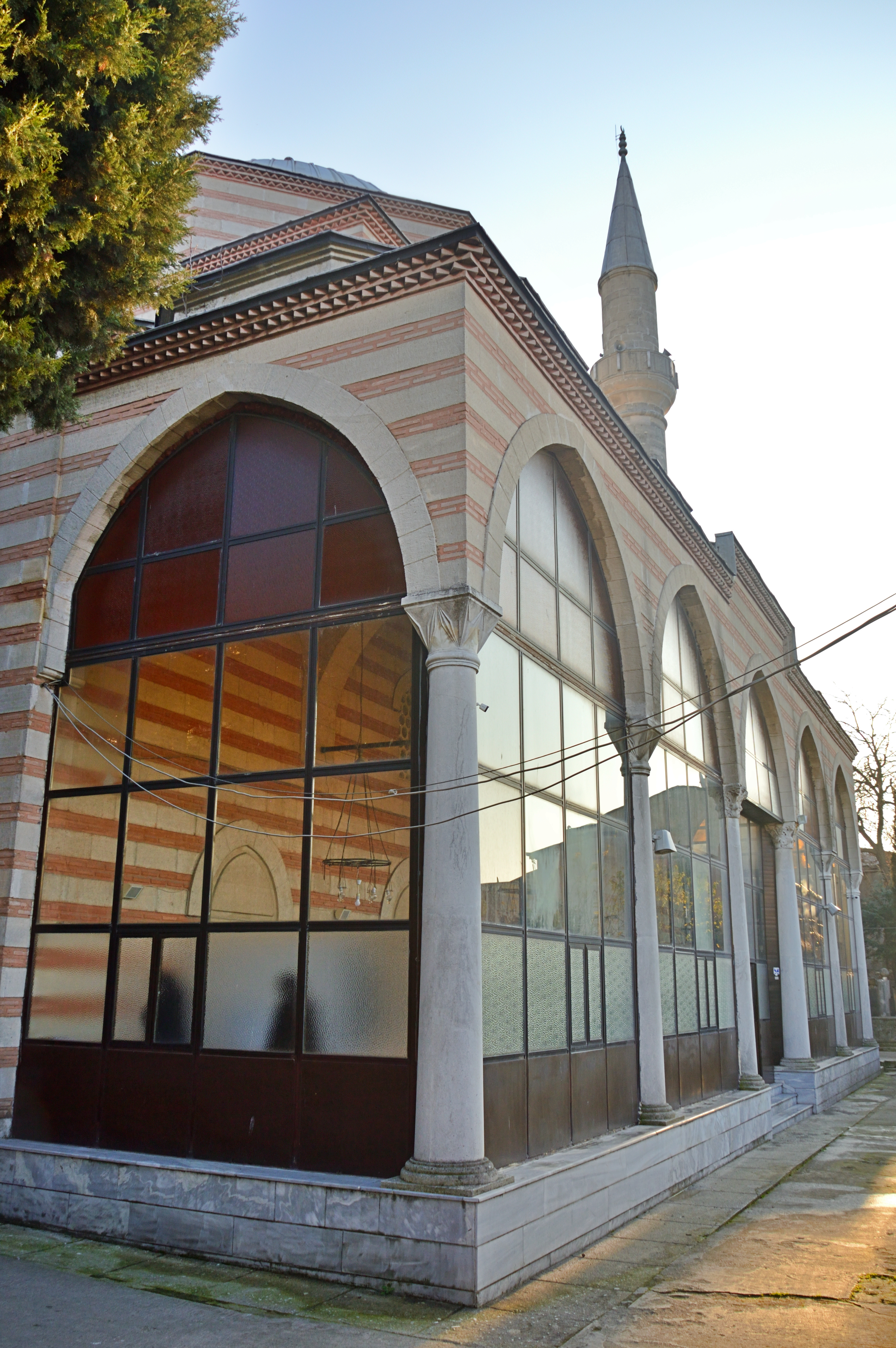
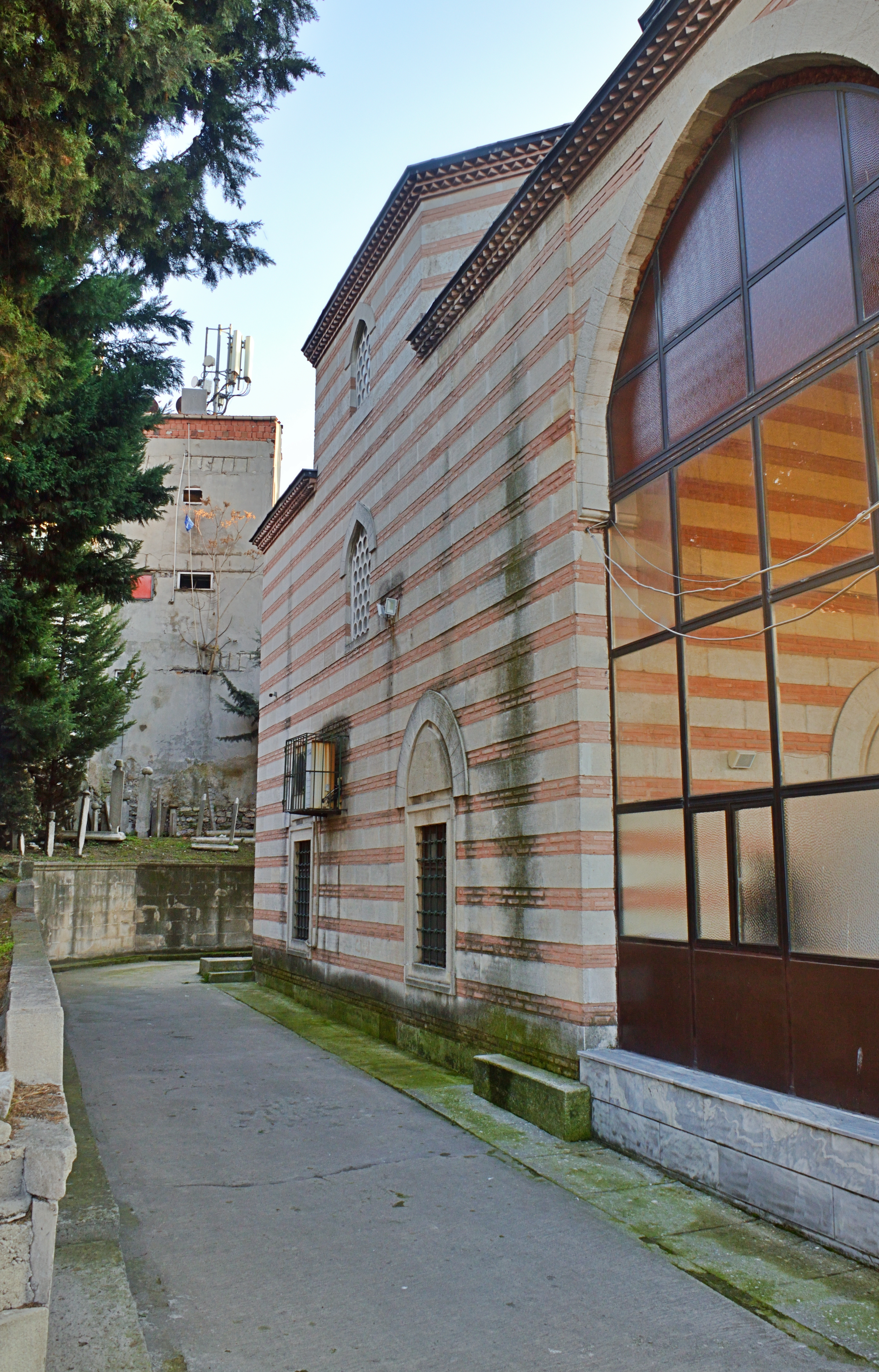
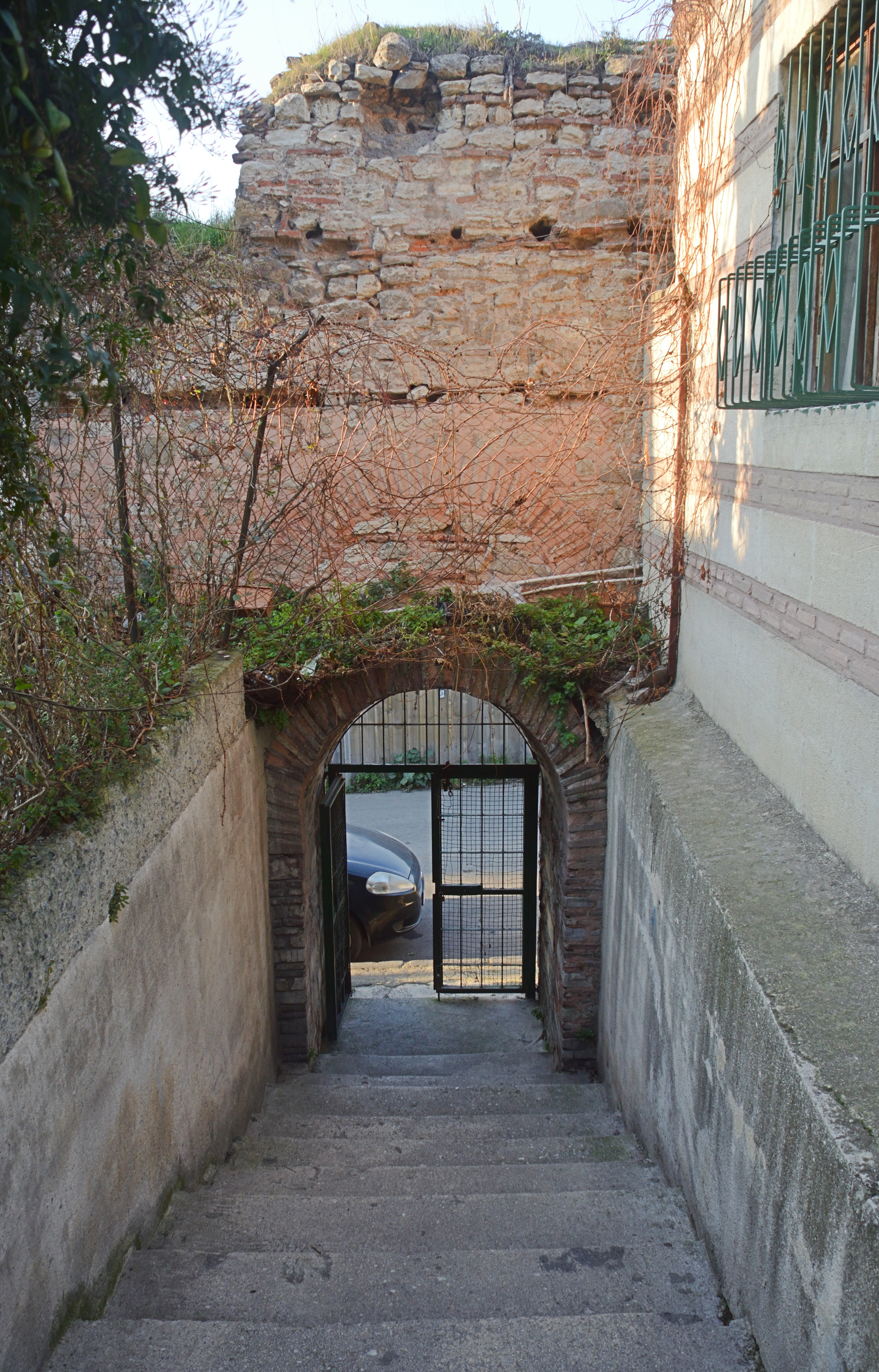
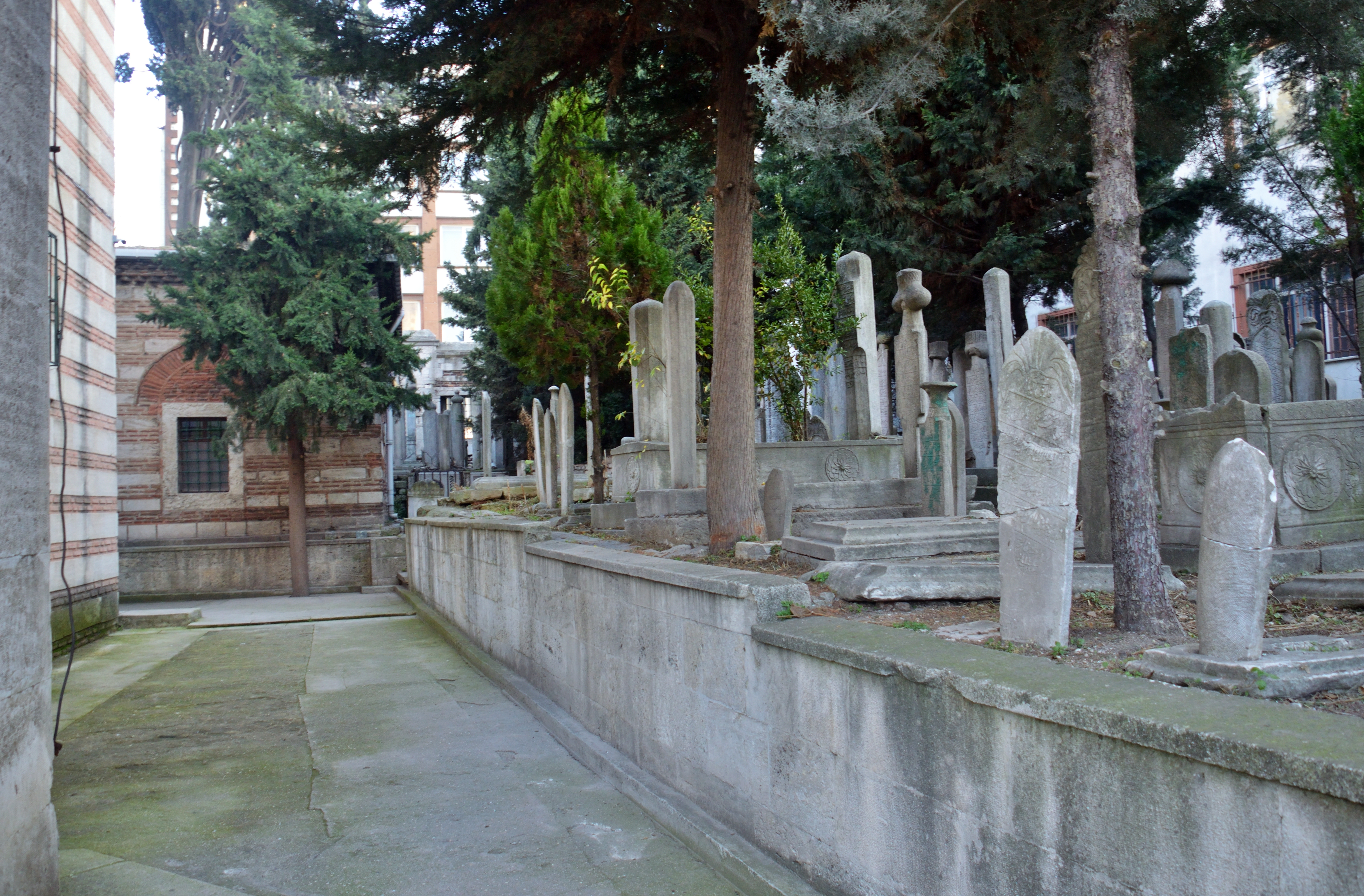
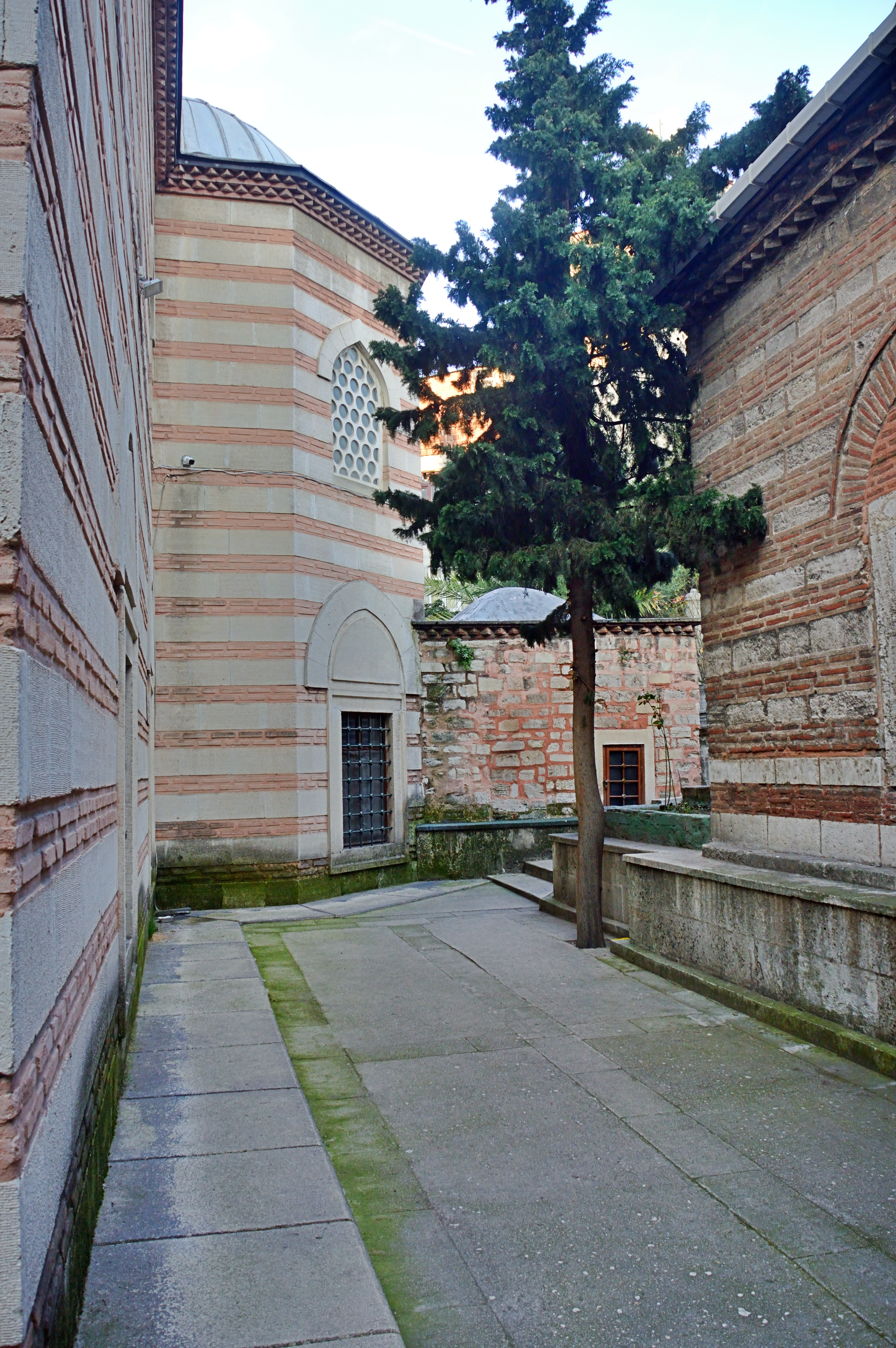
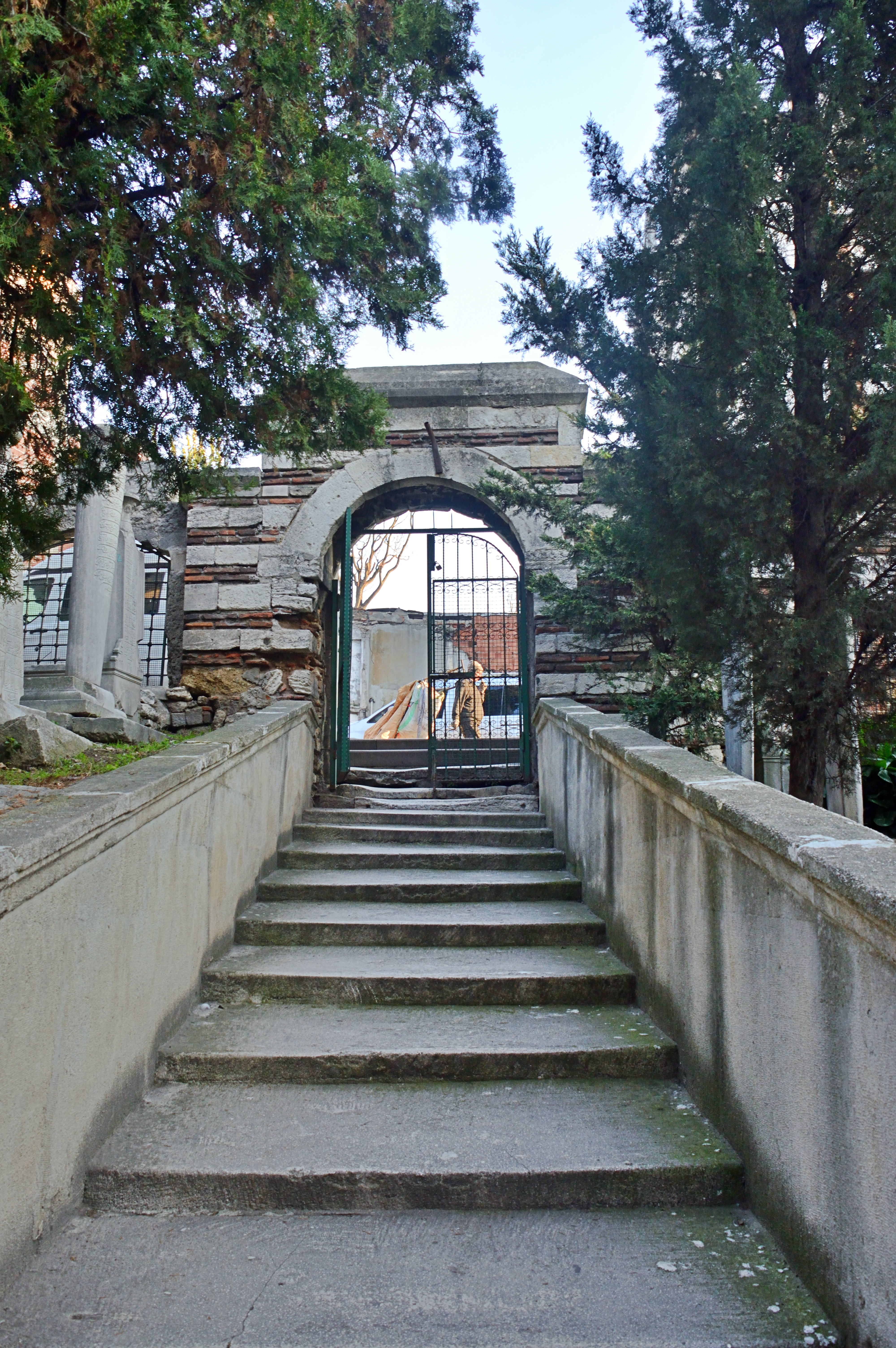
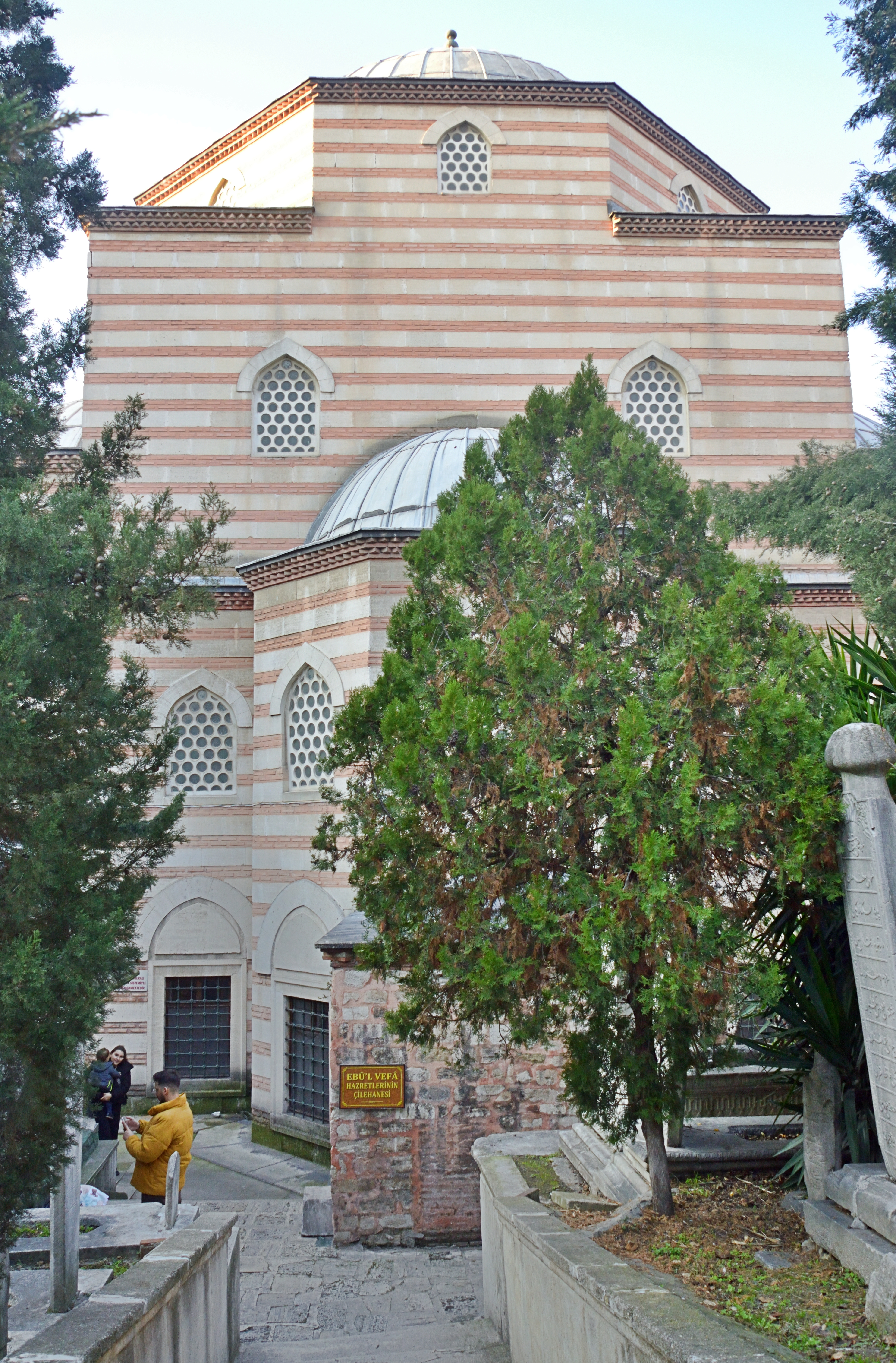
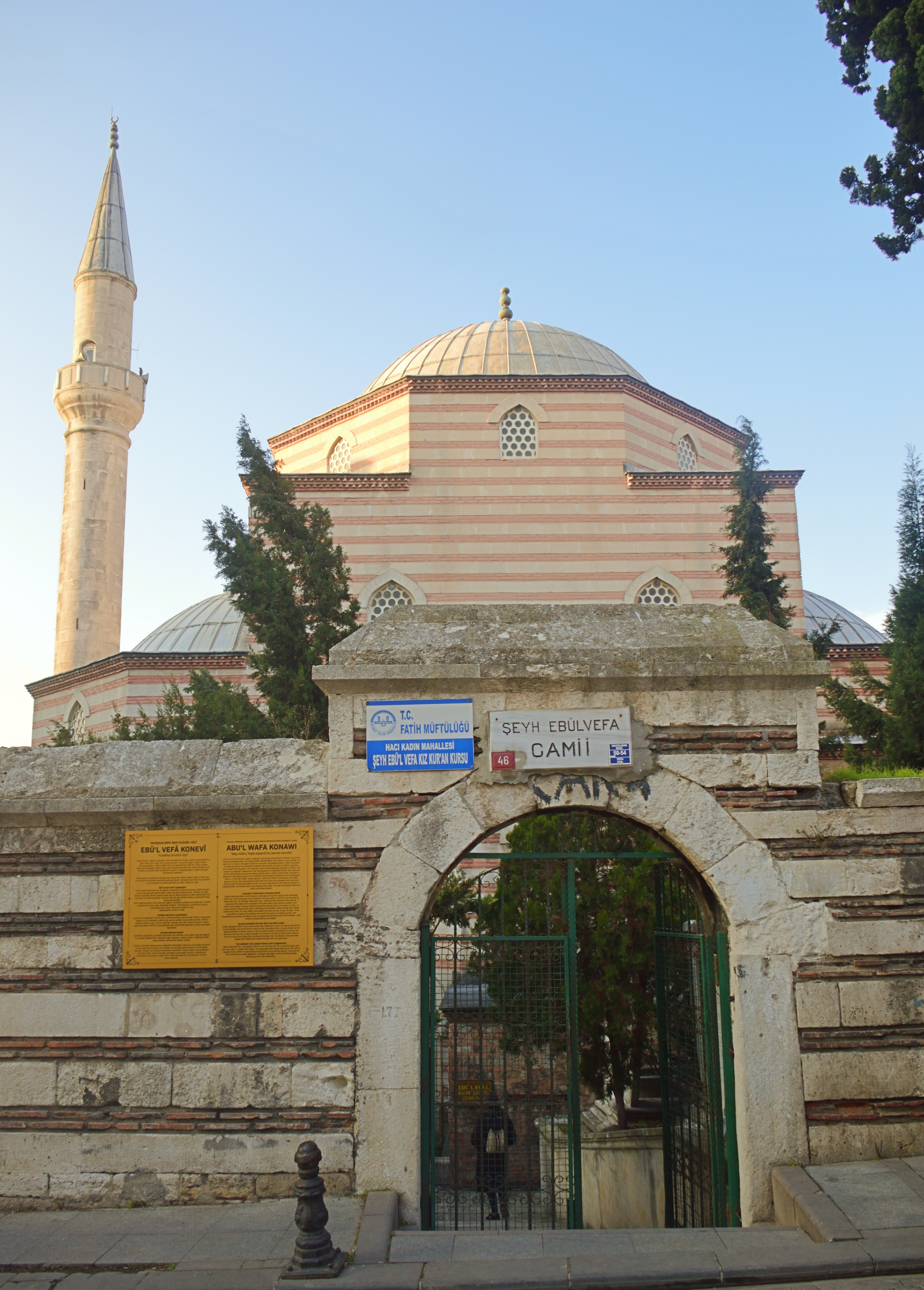

## روابط خارجية
- خريطة الشارع المفتوحة: انظر جامع شيخ ابو الوفا